# Piéride de l'ibéride
Pieris mannii
Espèce
La Piéride de l'ibéride (Pieris mannii) est une espèce d'insectes lépidoptères (papillons) de la famille des Pieridae, de la sous-famille des Pierinae et du genre Pieris.

## Dénomination
Pieris mannii a été décrite en 1851 par l'entomologiste allemand « Jos. » Mayer (d) (1787-1865).
Synonyme : Artogeia mannii.

### Sous-espèces
- Pieris mannii alpigena Verity, 1911 – dans le Sud-Ouest de l'Europe[1]
- Pieris mannii andegava Delahaye, 1910 – dans l'Ouest et le Nord de la France et au Luxembourg[2]
- Pieris mannii haroldi (Wyatt, 1952) – dans le Moyen Atlas au Maroc[3]
- Pieris mannii mannii (Mayer, 1851) – dans le Sud-Est de l'Europe[4]
- Pieris mannii rossii (Stefanelli, 1900) – en Italie
- Pieris mannii todaroana (Pincitore-Marott, 1879) – en Sicile

### Noms vernaculaires
- en français : Piéride de l'ibéride, nom qui fait référence à certaines plantes-hôtes de l'espèce, les ibérides ou ibéris.
- en anglais : Southern Small White
- en allemand : Karstweißling
- en néerlandais : Scheefbloemwitje

## Description

### Imago
C'est un papillon blanc à revers blanc jaunâtre. La longueur de l'aile antérieure varie de 20 à 26 mm. 
L'apex des ailes antérieures comporte une tache noire plus grande que chez l'espèce ressemblante Pieris rapae.

Le mâle possède un point postdiscal noir sur l'aile antérieure, tandis que la femelle en possède deux.
 
La septième nervure de l'aile antérieure (côté extrémité) n'est jamais fourchue, contrairement à Pieris rapae.

Le revers de l'aile postérieure jaune dispose d'écailles sombres équitablement disséminées.

### Premiers stades
Les œufs, jaunes, sont pondus isolément. La chenille est vert bleuâtre marquée d'une fine bande jaune. La chrysalide est jaune crème.

## Biologie

### Période de vol et hivernation
Le papillon vole d'avril à octobre en plusieurs générations.
Cette espèce hiverne à l'état de chrysalide.

### Plantes hôtes

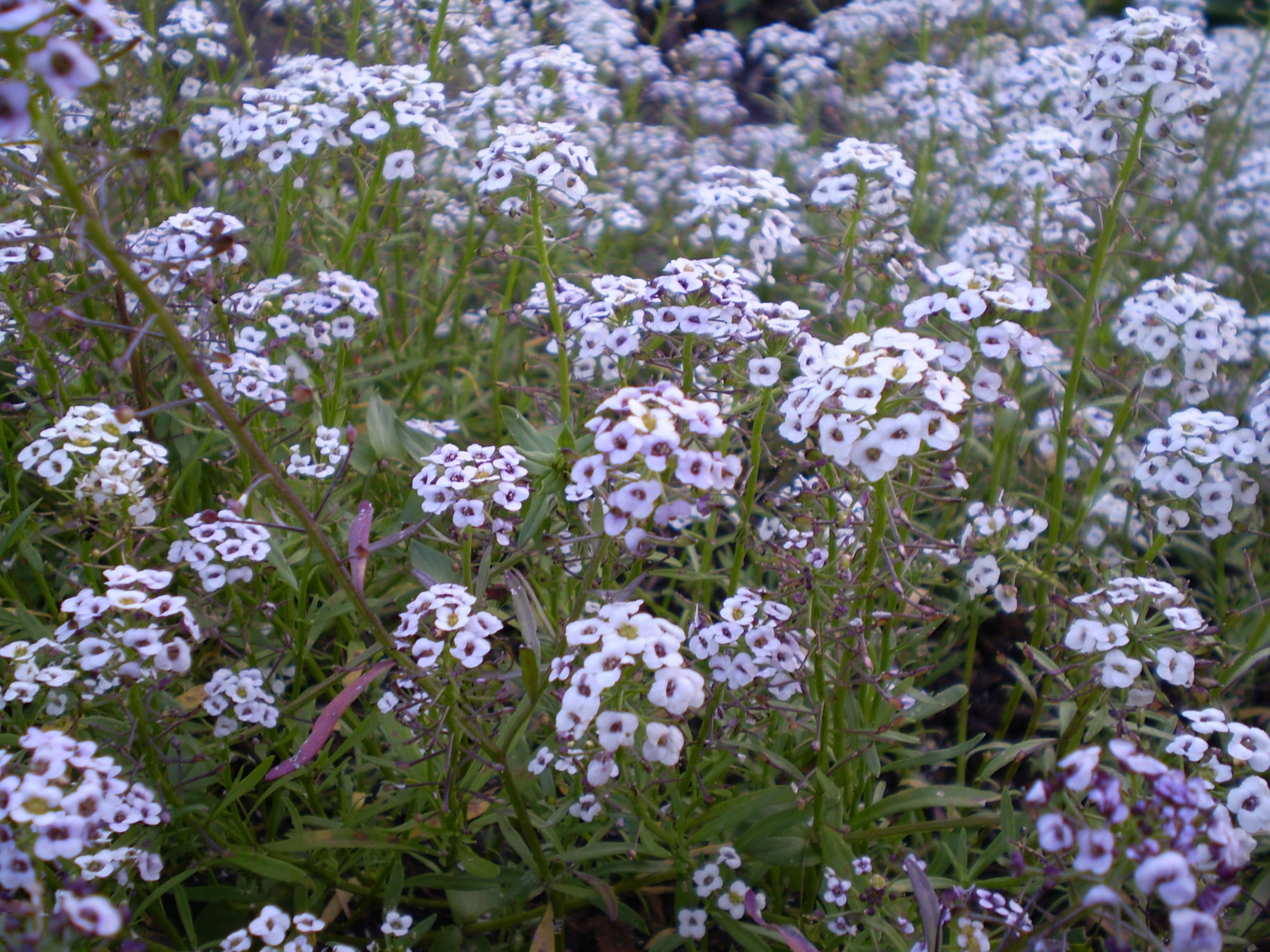
Alysson maritime, une plante hôte de la chenille.

Les plantes hôtes sont des Brassicacées comme l'Ibéris à feuilles de lin (Iberis linifolia), l'Ibéris des rochers (Iberis saxatilis), le Diplotaxis à feuilles étroites (Diplotaxis tenuifolia) et l'Alysson maritime (Lobularia maritima).

## Écologie et distribution
La Piéride de l'ibéride est présente naturellement dans le Sud de l'Europe, au Maroc, en Turquie et en Syrie.
En France, elle peuple principalement le Sud et l'Est du pays, avec des isolats en Île-de-France et en Maine-et-Loire.

### Biotope
L'imago de la Piéride de l'ibéride apprécie les milieux ouverts chauds jusque 1 000 mètres d'altitude.

### Protection
La Piéride de l'ibéride est protégée en Île-de-France (arrêté du 22 juillet 1993).